# Patak Darko
Patak Darko ili Patak Dodo (engl. Daffy Duck) je animirani lik iz serije crtanih filmova studija Warner Bros. Debitirao je u kratkom crtanom filmu Texa Averyja Porky's Duck Hunt, 17. travnja 1937. godine.

## Vanjske poveznice
- Daffy Duck na stanicama Warner Bros.-a (engl.)